# The Landlord's Game
The Landlord's Game è un gioco da tavolo brevettato nel 1904 da Elizabeth Magie. Si tratta di un gioco sulla proprietà della terra e sulle tasse destinato a educare i giocatori al georgismo. È l'ispirazione per il gioco da tavolo Monopoly.

## Storia
Nel 1902-1903, Magie progettò il gioco e lo provò a Arden in Delaware. Il gioco è stato creato per essere una "dimostrazione pratica dell'attuale sistema di land grabbing con tutti i suoi soliti esiti e conseguenze". Ha basato il gioco sui principi economici del georgismo, un sistema proposto da Henry George, con l'obiettivo di dimostrare come gli affitti arricchiscono i proprietari e impoveriscono gli inquilini. Sapeva che alcune persone potevano avere difficoltà a capire perché questo accadesse e cosa si potesse fare, e pensava che se le idee georgiane fossero state messe nella forma concreta di un gioco, avrebbero potuto essere più facili da dimostrare. Magie sperava anche che il gioco, se giocato da bambini, avrebbe suscitato il loro naturale sospetto di ingiustizia, e che avrebbero potuto portare questa consapevolezza in età adulta. Il Landlord's Game ha alcune somiglianze con le regole di base del gioco da tavolo Zohn Ahl, giocato dai Kiowa, indiani del Nord America. Ci sono indizi che suggeriscono che Elizabeth Magie potrebbe aver già conosciuto il Zohn Ahl e incorporato alcune delle idee del gioco.
Nel 1903, Magie deposita un brevetto sul gioco che viene concesso nel 1904. Magie e altri georgisti formarono una società, la Economic Game Company, nel 1906 a New York per pubblicare il gioco. Oltre a Magie, i soci erano E.H. Monroe di Chicago e E.G. Lenbusher di New York. Magie si rivolse alla Parker Brothers per pubblicare questo e un altro gioco nel 1909. L'altro gioco è stato accettato, mentre Landlord's è stato rifiutato come troppo complicato.
Nel Regno Unito, The Landlord's Game è stato pubblicato per la prima volta nel 1913 dalla Newbie Game Company, formata da un comitato liberale del villaggio di Newbie in Dumfries e Galloway, con il titolo Brer Fox an' Brer Rabbit, anche se, nonostante il cambio di titolo, era riconoscibile come lo stesso gioco. Landlord vendeva bene nel nord-est tra gli intellettuali di sinistra, mentre Brer non ebbe successo.
Scott Nearing, professore socialista di economia alla Wharton School of the University of Pennsylvania dal 1906 al 1915, visse ad Arden nel 1910, dove Magie inventò il gioco, lo imparò e lo insegnò ai suoi studenti. Gli studenti universitari componevano i propri tabelloni da usare con le sue regole. Diverse versioni del gioco sono spuntate nel corso degli anni successivi sotto una varietà di nomi, come Monopoly, Finance e Auction. Tra le comunità di Quakers di Atlantic City e Filadelfia, il gioco era particolarmente popolare tra gli studenti universitari e i professori di economia. Jesse e Eugene Raiford, Quakers di Atlantic City, hanno utilizzato oggetti di uso domestico invece di pedine e hanno cambiato le proprietà di quelle di Atlantic City.
Essendo scaduto il primo brevetto, nel 1923, Magie decise di tentare di riprendere il controllo presentando domanda per un altro brevetto. Il 23 settembre 1924 uscì un secondo brevetto a Magie per il Landlord Game. Adgame Company (Inc.) pubblicò Landlord'sGame and Prosperity sotto questo brevetto nel 1932.
Robert Baron aveva progettato la propria versione, Fortune, prima di negoziare per acquistare i suoi brevetti nel caso in cui la controversia si fosse interrotta o avesse venduto ad un altro potenziale acquirente, Dave Knapp, editore di Finance. Magie detenne il brevetto fino al 1935, quando lo vendette alla Parker Brothers per 500 dollari. L'impresa aveva recentemente iniziato a distribuire Monopoly, che aveva acquistato da Charles Darrow, che sosteneva di averlo inventato. L'azienda ha stampato solo una piccolissima parte del gioco per garantire il copyright. La sopravvivenza di copie di The Landlord's Game della Parker Brothers è considerata da molti la più rara di tutti i giochi da tavolo del XX secolo. Parker Brothers ha spinto il suo gioco in un secondo tempo per Darrow nel 1936. Magie ha poi fatto due interviste con due copie del tabellone originale con The Washington Post e The Evening Star per dimostrare che Darrow non è stato l'inventore del gioco Monopoly.
Nel 1937, Carnival è stato pubblicato sulla base della versione del 1904. I fratelli Parker pubblicarono la loro edizione del gioco nel 1939.
In un episodio del 2004 di PBS History Detectives (titolo: "Monopoly; Japanese Internment Camp Artwork; The Lewis and Clark Cane"), lo show ha indagato su una tavola da gioco appartenente a un uomo del Delaware, con una versione intermedia di un gioco che combina elementi di The Landlord's Game e Monopoly. Gli investigatori hanno concluso che questo tavolo da gioco era l'anello mancante che dimostra che Monopolyè stato derivato daThe Landlord's Game.

## Descrizione

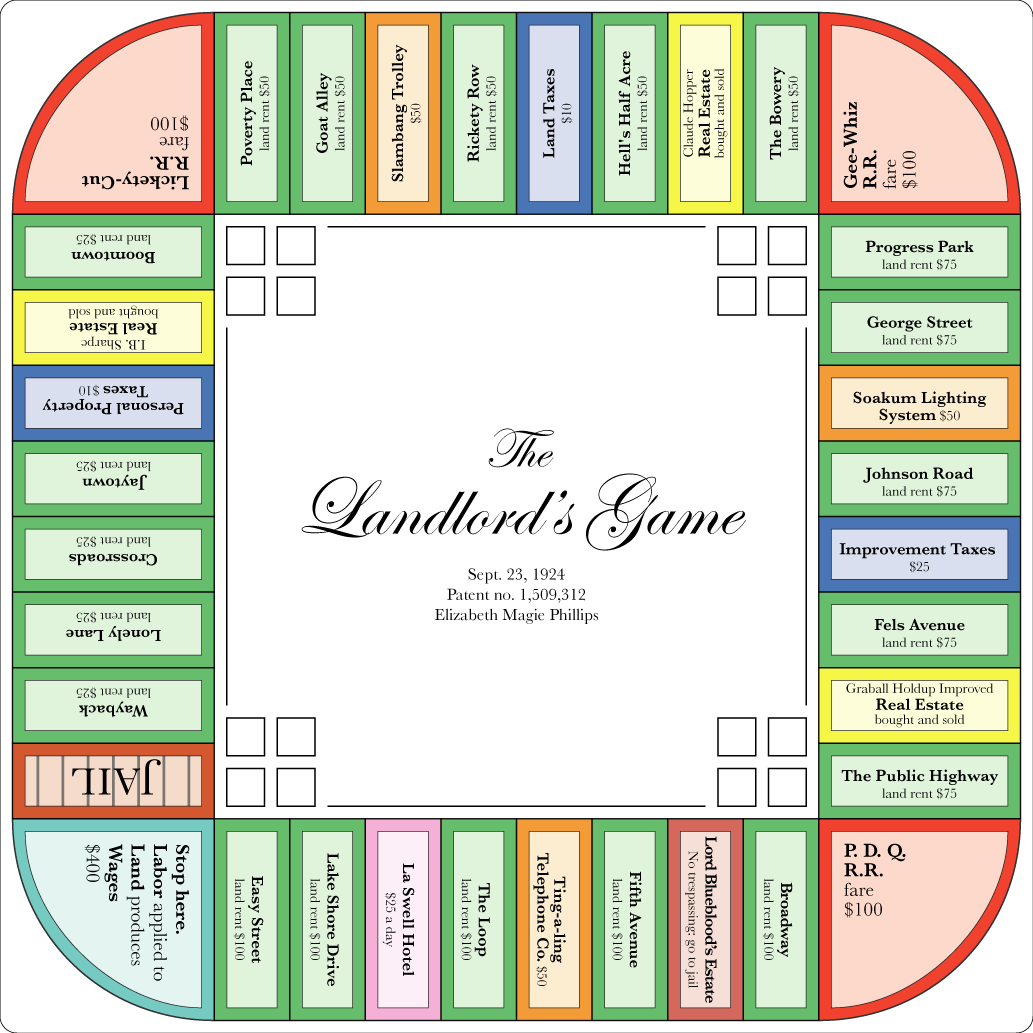
Tabellone dei Landlords Game, basata sul brevetto statunitense Magie del 1924 (n. 1.509.312)

Il set aveva regole per due giochi diversi, anti-monopolista e monopolista. Le regole anti-monopolistiche ricompensano tutti durante la produzione di ricchezza, mentre le regole monopolistiche avevano lo scopo di formare monopoli e costringere gli avversari a uscire dal gioco. Una vittoria nella versione anti-monopolista o Single Tax (poi chiamata "Prosperity"), avvenniva quando il giocatore che aveva l'importo monetario più basso raddoppiava la sua quota originaria.
Il tabellone presentava un binario lungo il bordo esterno del tabellone, suddiviso in blocchi che rappresentavano proprietà, il cui prezzo di acquisto e il cui valore locativo erano indicati nel blocco. Broadway, Fifth Avenue e Wall Street a New York erano le migliori proprietà in termini di prezzo e affitto. Il gioco pubblicato includeva carte Chance con citazioni attribuite a Thomas Jefferson, John Ruskin e Andrew Carnegie.
Dalla versione brevettata del 1904 alla versione pubblicata del 1906, i nomi delle proprietà sono stati cambiati e si è aggiunta la regola dell'aumento dell'affitto per più linee ferroviarie di proprietà.

## Brevetto
Il primo brevetto del gioco è stato il primo pubblicato per un gioco sostenendo quattro caratteristiche nella domanda, la caratteristica più importante era un gioco a percorso continuo. A quel tempo, la maggior parte dei giochi aveva un punto iniziale e uno finale. Con il primo brevetto scaduto nel 1921, Magie ha richiesto un altro brevetto con cinque nuove rivendicazioni.
Le rivendicazioni del secondo brevetto di Magie non potevano includere quelle del primo (ora di dominio pubblico) e si orientavano maggiormente verso la teoria del gioco dell'imposta unica. Un malinteso comune è che la Parker Brothers ha acquisito i diritti per l'invenzione originale di Magie del gioco di monopoly e il design unico con l'acquisto del brevetto del 1924 più tardi. Parker Brothers acquisì il brevetto di Magie per The Landlord's Game, ma sebbene entrambi i brevetti avessero lo stesso nome, coprirono rivendicazioni diverse. La sostituzione o la confusione del brevetto iniziale con il brevetto successivo è ancora una prassi comune.